# Titus Pomponius Atticus
Titus Pomponius Atticus (109 v.Chr. - 32 v.Chr.) was een Romeins ridder, zakenman en persoonlijke vriend van Marcus Tullius Cicero. Zijn dochter Caecilia Attica huwde Marcus Vipsanius Agrippa met wie ze de dochter Vipsania Agrippina zou krijgen, de eerste echtgenote van Tiberius.
Zijn bijnaam Atticus had hij te danken aan een lang verblijf (van 88 tot 65 v.Chr.) te Athene, waarheen hij gevlucht was om te ontsnappen aan de proscripties onder de dictatuur van Sulla. Al ging zijn politieke voorkeur uit naar de partij der Optimates, toch hield hij zich, ook na zijn terugkeer naar Rome, afzijdig van elke politieke activiteit, en streefde naar een goede verstandhouding zowel met de conservatieven als met de Caesar-gezinden. Hij wist de Romeinse burgeroorlogen te overleven door zijn consequente manier om ieders vriend en niemands bondgenoot te zijn. Tot aan zijn dood in 32 stond hij in de gunst van Octavianus.
Zijn grote materiële welvaart dankte Atticus in de eerste plaats aan de opbrengst van zijn uitgestrekte landerijen in Epirus, en bovendien erfde hij een groot bedrag van zijn gierige oom Quintus Caecilius. Dit vermogen wist hij nog aanzienlijk te vergroten door actieve deelname aan allerlei economische activiteiten, gaande van het bankwezen tot het uitgeversbedrijf. Niettemin leefde hij sober. Hij was een fijnzinnige, kritische kunstbeschermer en sponsor, met een diepgaande bewondering voor de Griekse kunst. Zijn huis in Rome, gelegen op de Quirinaal, vormde het hart van een vermaarde literaire kring.
Zelfs bekeken in het licht van de Epicuristische levensvisie, kan men zich vragen stellen over Atticus’ berekenende en opportunistische levenswijze, gericht op het bewaren van een strikte neutraliteit. Toch bezat zijn persoonlijkheid zeker aantrekkelijke kanten. Zijn welgemanierdheid, zijn tact en medeleven bezorgden hem veel vrienden, en maakten hem de ideale vertrouwenspersoon onder meer voor Cicero. Atticus publiceerde trouwens de volledige correspondentie tussen hem en Cicero, maar zijn eigen literaire werk ging volledig verloren.
[Bron: art. Pomponius Atticus, Titus, in Oxford Classical Dictionary (1996³), p. 1218.]